# 王钦峰
王钦峰（1976年—），山东高密人，汉族，中华人民共和国政治人物、第十二届全国人民代表大会山东地区代表。
供职于豪迈机械科技股份有限公司职工。2013年，担任全国人大代表。2018年2月24日，当选为第十三届全国人大代表。